# تشهار تق (كوهستان)
تشهار تق (بالفارسية: چهارطاق) هي قرية تقع في إيران في أذربيجان الشرقية. يقدر عدد سكانها بـ 235 نسمة .